# Nationalstraße 318 (China)
Die Nationalstraße 318 (chinesisch 318国道, Pinyin 318 Guódào, englisch China National Highway 318), chin. Abk. G318, ist eine chinesische Fernstraße.

## Straßenverlauf
Die G318  führt in etwa der Höhe des 30. nördlichen Breitengrads von Shanghai über Wuhan, Chengdu und Lhasa bis zur Brücke der sino-nepalischen Freundschaft in der Nähe von Kodari an der nepalesischen Grenze. 
Von dort besteht über den Araniko Highway eine Anschlussverbindung bis nach Kathmandu, der Hauptstadt Nepals. Der westlichste Teil der Nationalstraße (von Lhasa bis zur nepalesischen Grenze) bildet zugleich den Friendship Highway.
Die Nationalstraße 318 ist mit einer Gesamtlänge von 5.476 km vor der G312 die längste Straße in China sowie eine der weltweit längsten durchgehend nummerierten Straßen innerhalb eines Staates. Der australische Highway 1 (rund 14.500 km) und der Trans-Canada Highway (8.030 km) sind allerdings deutlich länger.
Nur der Ostteil verläuft in flachem Gelände, danach sind teilweise extreme Höhenunterschiede zu bewältigen. Auf ihrem Weg führt die G318 nahe bei der Siduhe-Brücke vorbei, mit 472 Metern eine der höchsten Brücken der Welt. Auch sonst werden viele Kunstbauten gebaut.
Vier Pässe haben mehr als 5.000 m Seehöhe.